# Nachtmahr
Nachtmahr – projekt muzyczny Thomasa Helma i Marcusa Stocka. Dokładna data powstania nie jest znana. Thomas Helm mówi o połowie lat 90., a oficjalnie przyjmuje się, iż projekt został założony w 1995 roku, czyli w roku wydania pierwszego demo macierzystego zespołu muzyków – Empyrium. Ten sam duet tworzy od samego początku projekt Sun of the Sleepless.
Muzycznie Nachtmahr prezentuje aggrotech. W tekstach porusza tematykę mrocznej strony człowieka, wojny i destrukcji. Słowo nachtmahr pochodzi z języka starogermańskiego i oznacza nocną marę lub koszmar.

## Dyskografia
- Sun of the Sleepless / Nachtmahr Split, 2004 Lupus Lounge
- Helrunar / Nachtmahr Split, 2005 Lupus Lounge